# رهبر حزب کمونیست چین
رهبر حزب کمونیست چین اشاره به بالاترین مقام در صدر حزب کمونیست چین دارد که از زمان تأسیس تاکنون دچار تغییراتی در عنوان آن شده‌است:
از ۱۹۲۱ (بدو تأسیس) تا ۱۹۲۲: دبیر اداره مرکزی حزب کمونیست چین
از ۱۹۲۲ تا ۱۹۲۵: رئیس کمیته اجرایی مرکزی حزب کمونیست چین
از ۱۹۲۵ تا ۱۹۲۷: دبیرکل کمیته اجرایی مرکزی حزب کمونیست چین
از ۱۹۲۷ تا ۱۹۴۵: دبیرکل کمیته مرکزی حزب کمونیست چین
از ۱۹۴۵ تا ۱۹۸۲: رئیس کمیته مرکزی حزب کمونیست چین
از ۱۹۸۲ به بعد: دبیرکل کمیته مرکزی حزب کمونیست چین
ولی در واقع همه این عناوین فوق به بالاترین مقام حزب کمونیست چین دارد. به عنوان مثال برای مائو زدونگ که از سال ۱۹۴۵ تا ۱۹۷۶ دارای این سمت بود از عنوان «صدر مائو» یا «رئیس مائو» استفاده می‌شد ولی از سال ۱۹۸۲ و با تصویب پلنوم پنجم از یازدهمین اجلاس سراسری حزب کمونیست چین در ماه فوریه، این عنوان به «دبیرکل» تغییر پیدا کرد و هم‌اکنون نیز از شی جین پینگ به عنوان دبیرکل حزب کمونیست چین یاد می‌شود.
طبق آخرین تغییرات در اساسنامه حزب کمونیست چین مصوب ۲۱ اکتبر ۲۰۰۷، "دبیرکل کمیته مرکزی حزب کمونیست چین مسئولیت تشکیل جلسه کمیته سیاسی مرکزی حزب (پولیتبرو) و جلسه اعضای دائم کمیته سیاسی مرکزی حزب را داشته و در عین حال متصدی امور دبیرخانه حزب می‌باشد.

## رهبران
| شماره. | نام (تولد–وفات)                  | رسیدن به سمت   | ترک سمت        | طول دوره         | کمیته مرکزی                                                            | پورتفولیوهای تحت تصدی | پرتره |
| ------ | -------------------------------- | -------------- | -------------- | ---------------- | ---------------------------------------------------------------------- | --- | ----- |
| 1      | چن دوشیو 陈独秀 (1879–1942)      | ۱ ژوئیه ۱۹۲۱   | ۷ اوت ۱۹۲۷     | ۶ سال و ۳۸ روز   | 2nd (1922–23) 3rd (1923–25) 4ام (۱۹۲۵–۲۷)                              | — |       |
| 2      | Xiang Zhongfa 向忠发 (1880–1931) | ۱ ژوئیه ۱۹۲۸   | ۲۴ ژوئن ۱۹۳۱   | ۲ سال و ۳۵۹ روز  | 5ام (1927–28) 6ام (۱۹۲۸–۴۵)                                            | - رئیس، پلیتبوروی حزب کمونیست چین - رئیس، کمیته دائمی پلیتبوروی حزب کمونیست چین |       |
| 3      | Bo Gu 博古 (1907–1946)           | سپتامبر ۱۹۳۱   | ۱۷ ژانویه ۱۹۳۵ | ۳ سال و ۱۳۹ روز  | 6ام (۱۹۲۸–۴۵)                                                          | — |       |
| 4      | Zhang Wentian 张闻天 (1900–1976) | ۱۷ ژانویه ۱۹۳۵ | ۲۰ مارس ۱۹۴۳   | ۸ سال و ۶۳ روز   | 6ام (۱۹۲۸–۴۵)                                                          | — |       |
| 5      | مائو تسه‌تونگ 毛泽东 (1893–1976)  | ۲۰ مارس ۱۹۴۳   | ۹ سپتامبر ۱۹۷۶ | ۳۳ سال و ۱۷۴ روز | 6ام (1928–45) 7ام (1945–56) 8ام (1956–69) 9ام (1969–73) 10ام (۱۹۷۳–۷۷) | - رییس, کمیسیون مرکزی نظامی (چین) - رییس، Central Party School - رئیس، پلیتبوروی حزب کمونیست چین - رئیس، دبیرخانه حزب کمونیست چین - رئیس‌جمهور جمهوری خلق چین، چین - رییس, CPPCC National Committee - رئیس، کمیسیون مرکزی نظامی (چین) - Honorary رئیس، CPPCC National Committee - President and رئیس، National Defence Council                                                                                              |       |
| 6      | هوآ گوئوفنگ 华国锋 (1921–2008)   | ۷ اکتبر ۱۹۷۶   | ۲۸ ژوئن ۱۹۸۱   | ۴ سال و ۲۶۵ روز  | 11ام (۱۹۷۷–۸۲)                                                         | - نخست‌وزیر جمهوری خلق چین، شورای دولتی جمهوری خلق چین - رییس, کمیسیون مرکزی نظامی (چین) - رییس، Central Party School |       |
| 7      | هو یائوبانگ 胡耀邦 (1915–1989)   | ۲۹ ژوئن ۱۹۸۱   | ۱۵ ژانویه ۱۹۸۷ | ۵ سال و ۲۰۱ روز  | 11ام (1977–82) 12ام (۱۹۸۲–۸۷)                                          | - Secretary General, دبیرخانه حزب کمونیست چین |       |
| 8      | جائو تسیانگ 赵紫阳 (1919–2005)   | ۱۶ ژانویه ۱۹۸۷ | ۲۴ ژوئن ۱۹۸۹   | ۲ سال و ۱۶۰ روز  | 12ام (1982–87) 13ام (۱۹۸۷–۹۲)                                          | - رئیس، Central Leading Group for Financial and Economic Affairs - نایب رییس, کمیسیون مرکزی نظامی (چین) |       |
| 9      | جیانگ زمین 江泽民 (born 1926)    | ۲۴ ژوئن ۱۹۸۹   | ۱۵ نوامبر ۲۰۰۲ | ۱۳ سال و ۱۴۵ روز | 13ام (1987–92) 14ام (1992–97) 15ام (۱۹۹۷–۰۲)                           | - رییس, کمیسیون مرکزی نظامی (چین) - رئیس‌جمهور جمهوری خلق چین - رهبر، Central Leading Group for Taiwan Affairs - رهبر، Central Leading Group for Financial and Economic Affairs - رهبر، Central Foreign Affairs Leading |       |
| 10     | هو جینتائو 胡锦涛 (born 1942)    | ۱۵ نوامبر ۲۰۰۲ | ۱۵ نوامبر ۲۰۱۲ | ۱۰ سال و ۱ روز   | 16ام (2002–07) 17ام (۲۰۰۷–۱۲)                                          | - نایب رییس, کمیسیون مرکزی نظامی (چین) - رئیس‌جمهور جمهوری خلق چین - رییس, کمیسیون مرکزی نظامی (چین) - رهبر، Central Leading Group for Taiwan Affairs - رهبر، Central Leading Group for Financial and Economic Affairs - رهبر، Central Foreign Affairs Leading |       |
| 11     | شی جین پینگ 习近平 (born 1953)   | ۱۵ نوامبر ۲۰۱۲ | Incumbent      | ۱۲ سال و ۱۲۷ روز | 18ام (2012–17) 19ام (۲۰۱۷–۲۲)                                          | - رییس, کمیسیون مرکزی نظامی (چین) - رئیس‌جمهور جمهوری خلق چین - رهبر، Central Leading Group for Taiwan Affairs - اداره کننده Central Comprehensively Deepening Reforms Commission - اداره کننده Central Financial and Economic Affairs Commission - رئیس، National Security Commission - اداره کننده Central Cyberspace Affairs Commission - رهبر، Central Leading Group for Military Reform - فرمانده کل،ارتش آزادی‌بخش خلق |       |